# محمد آل رشي
 محمد آل رشي  ممثل سوري من أصل كردي. ولد الممثل محمد آل رشي(18 يونيو 1974 بدمشق)، سوريا وينحدر أصله لأكراد سوريا وهو ابن الفنان الراحل عبد الرحمن آل رشي وقد تبع والده في التمثيل.

## أعماله

### من الأفلام
- ذاكرة صعبة عام 1998
- مشروع آم عام 1998
- الرابعة بتوقيت الفردوس عام 2015

### من المسلسلات
- أيام الخوف عام 1991
- عيلة خمس نجوم عام 1994
- يوم بيوم عام 1995
- يوميات مدير عام عام 1995
- أخوة التراب عام 1996
- مدير بالصدفة عام 1996
- أيام الغضب عام 1996
- هوى بحري عام 1997
- حمام القيشاني ج2 عام 1997
- أمانة في أعناقكم عام 1998
- حمام القيشاني ج3 عام 1998
- أنشودة الأمل عام 1999
- أكشن عام 2001
- أبيض أبيض عام 2001
- حمام القيشاني ج4 عام 2002
- صلاح الدين الأيوبي عام 2002
- أبيض رمادي أسود عام 2002
- حمام القيشاني ج5 عام 2003
- ملوك الطوائف عام 2005
- الظاهر بيبرس عام 2005
- أبو زيد الهلالي عام 2005
- خالد بن الوليد عام 2006
- الانتظار (مسلسل) عام 2006
- أهل الغرام عام 2006
- رجل الانقلابات عام 2007
- وجه العدالة عام 2008
- الخط الأحمر عام 2008
- رصيف الذاكرة عام 2008
- طوق الياسمين عام 2008
- أولاد القيمرية عام 2008
- صراع على المال عام 2008
- حياة أخرى عام 2009
- أبو جانتي الجزء الأول عام 2010
- معاوية والحسن والحسين عام 2011
- عمر بن الخطاب عام 2012
- الإخوة عام 2014

## شاركه أعماله
- الفنان حسن عويتي
- الفنان هاني الروماني
- الفنان باسم ياخور
- الفنان عباس النوري
- الفنان الكبير خالد تاجا
- الفنان محمد خاوندي
- الفنان محمد حداقي
- الفنان نزار أبو حجر

## أدوار مهمة
- أبو لؤلؤة في مسلسل عمر بن الخطاب
- وائل في مسلسل حياة أخرى
- قتيبة بن... في مسلسل معاوية والحسن والحسين[بحاجة لمصدر]
- إسماعيل بن المعتضد في مسلسل ملوك الطوائف
- عبد الحميد السراج في المسلسل الشهير حمام القيشاني وغيرها

## روابط خارجية
- محمد آل رشي على موقع قاعدة بيانات الأفلام العربية